# Ruploh

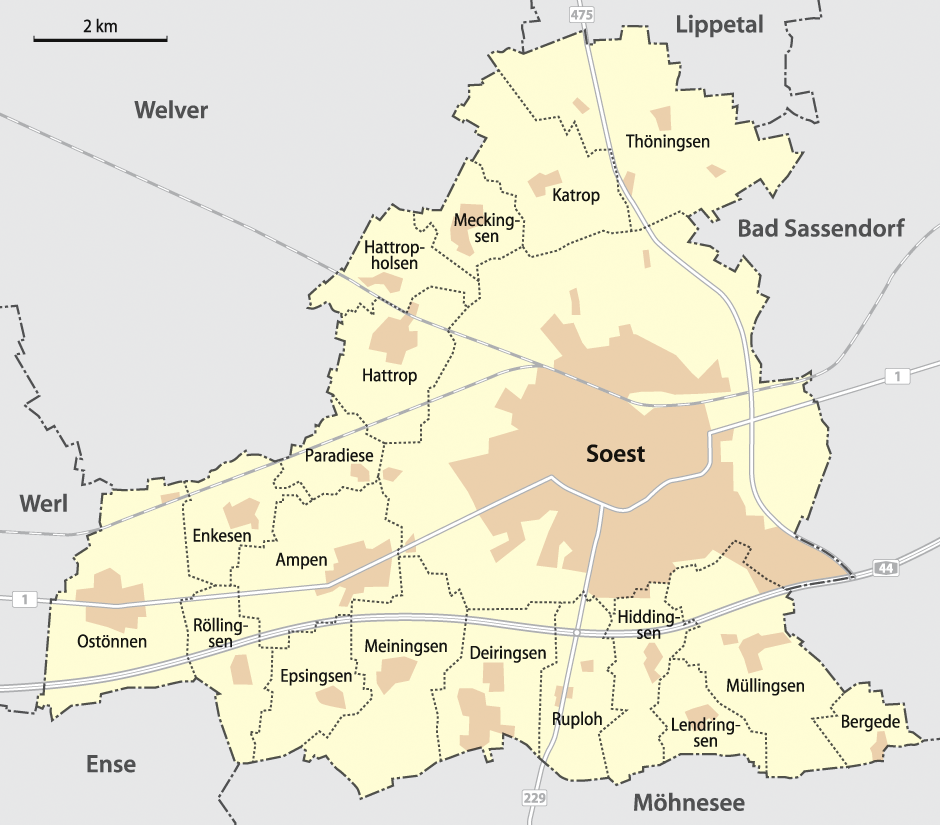
Soest und seine Ortsteile

Ruploh ist ein Ortsteil von Soest in Westfalen. Der Ort hat einen gemeinsamen Ortsvorsteher mit dem benachbarten Hiddingsen.
Ruploh liegt im Süden von Soest, zwischen Hiddingsen und Deiringsen, nördlich der Gemeinde Möhnesee. Seit dem Mittelalter gehört Ruploh zur Soester Börde, genauer: zur Oberbörde. Durch den Ortsteil verläuft die BAB 44 in Ost-West-Richtung und die Arnsberger Straße in Nord-Süd-Richtung.

## Geschichte
In vorgeschichtlicher Zeit befand sich im Gebiet von Deiringsen und Ruploh eine Siedlung der Rössener Kultur, die zunächst 1934 und dann im Zuge des Baus der BAB 44 in den 1970er Jahren archäologisch untersucht wurde.
Ruploh selbst wird im Jahr 1249 als „Rupenlo“ erstmals erwähnt und dürfte im 10. oder 11. Jahrhundert als Rodungssiedlung entstanden sein.
Die Entstehung des Namens „Ruploh“ lässt sich wohl auf das Altsächsische beropta ‚berupfen‘, mittelniederdeutsch ,ropen, roppen, rofen ‚rupfen, raufen, zausen‘ zurückführen. Der Name „Ruploh“ (Roppenloh) bezeichnet also eigentlich einen Wald (Loh), in dem Laub für Futterzwecke von den Ästen gerupft wurde.
Zu jener Zeit haben viele Wälder im Soester Stadtgebiet der Gewinnung von Laubheu gedient, welches an das Vieh verfüttert wurde.
In mehrjährigem Abstand wurden Zweige von den Bäumen abgeschnitten (Schneiteln). Das hieraus gewonnene Laub wurde getrocknet und für die Winterfütterung der Tiere verwendet. Bis in die Neuzeit hatte diese Art der Futtergewinnung eine erhebliche Bedeutung. In der Soester Holzordnung von 1590 wird unter Punkt 20 ausdrücklich das „Laubstreuffen“ verboten. Ziel dieses Verbotes war die Gewinnung von Starkholz. Unter Punkt 12 der Verordnung heißt es weiter: „Unterholz, Heister und Buchenstämme sollen geschont und nicht abgehauen werden.“ Laubheu wurde also von den Bäumen geroppt, gerupft oder gerauft.
Die Herren von Volmestein und deren Nachfolger hatten in Ruploh seit dem Mittelalter Besitzungen. 1879/1880 wurde der heute noch existierende, jetzt unmittelbar nördlich an die Autobahnanschlussstelle „Soest“ angrenzende Friedhof von Ruploh angelegt.
Am 1. Juli 1969 wurde Ruploh aufgrund des Soest/Beckum-Gesetzes in die Kreisstadt Soest eingegliedert.
Im südlichen Gebiet des Ortsteils waren bis 1995 Flugabwehrraketen stationiert, unter amerikanischer Regie in den 1980er Jahren vom Typ Nike Hercules, ausgestattet mit Atomsprengköpfen.

### Einwohnerentwicklung
| Jahr | Ew. |
| ---- | --- |
| 1933 | 73  |
| 1939 | 78  |
| 1961 | 72  |
| 1998 | 62  |
| 2005 | 40  |
| 2008 | 38  |

## Belege
1. ↑  Marga Koske: Geschichte der eingemeindeten Soester Stadtteile. In: Soester Zeitschrift. 112 2000, S. 23–78, hier: 30
2. ↑  Marga Koske: Geschichte der eingemeindeten Soester Stadtteile. In: Soester Zeitschrift. 112 2000, 33
3. ↑   Kleinere altsächsische Sprachdenkmäler. S. 47.
4. ↑  Karl Schiller, August Lübben: Mittelniederdeutsches Wörterbuch. Band 3, S. 504 f.
5. ↑  WUB VII. Nr. 687, a. 1249: Rupenlo, Abschrift des 14. Jahrhunderts; WUB VII, Nr. 955, a. 1257: Roveslo, Original.
6. ↑  Behre, K.-E.: Art. Esche. S. 561.
7. ↑  Zitiert nach Ralf Günther: Der Arnsberger Wald im Mittelalter. Forstgeschichte als Verfassungsgeschichte. Aschendorff Verlag, Münster 1994, ISBN 3-402-06782-X, S. 221; ebd. S. 216–231 genaue Erörterung der Soester Holzordnung.
8. ↑  Zitiert nach Ralf Günther: Der Arnsberger Wald im Mittelalter. Forstgeschichte als Verfassungsgeschichte. Aschendorff Verlag, Münster 1994, S. 61.
9. ↑  Martin Bünermann: Die Gemeinden des ersten Neugliederungsprogramms in Nordrhein-Westfalen. Deutscher Gemeindeverlag, Köln 1970, S. 92.
10. ↑  http://www.soest.de/touristinfo/117040100000022907.php@1@2Vorlage:Toter+Link/www.soest.de+(Seite+nicht+mehr+abrufbar,+festgestellt+im+Mai+2019.+Suche+in+Webarchiven) Datei:Pictogram+voting+info.svg Info:+Der+Link+wurde+automatisch+als+defekt+markiert.+Bitte+prüfe+den+Link+gemäß+Anleitung+und+entferne+dann+diesen+Hinweis.
11. 1 2 3 4 5  Infoblatt 2010 (Memento des Originals vom 14. Mai 2011 im Internet Archive)  Info: Der Archivlink wurde automatisch eingesetzt und noch nicht geprüft. Bitte prüfe Original- und Archivlink gemäß Anleitung und entferne dann diesen Hinweis. (PDF; 78 kB)
12. ↑  Martin Bünermann, Heinz Köstering: Die Gemeinden und Kreise nach der kommunalen Gebietsreform in Nordrhein-Westfalen. Deutscher Gemeindeverlag, Köln 1975, ISBN 3-555-30092-X, S. 244.